# ماتيا فيتي
ماتيا فيتي (بالإيطالية: Mattia Viti)‏ هو لاعب كرة قدم إيطالي، ولد في 24 يناير 2002 في بورجو سان لورينزو في إيطاليا.

## وصلات خارجية
- ماتيا فيتي على موقع قاعدة بيانات كرة القدم.إي يو (الإنجليزية)
- ماتيا فيتي على موقع ليكيب (الفرنسية)
- ماتيا فيتي على موقع Soccerway.com (الإنجليزية)
- ماتيا فيتي على موقع عالم كرة القدم.نت (الإنجليزية)